# Prinzenschneise

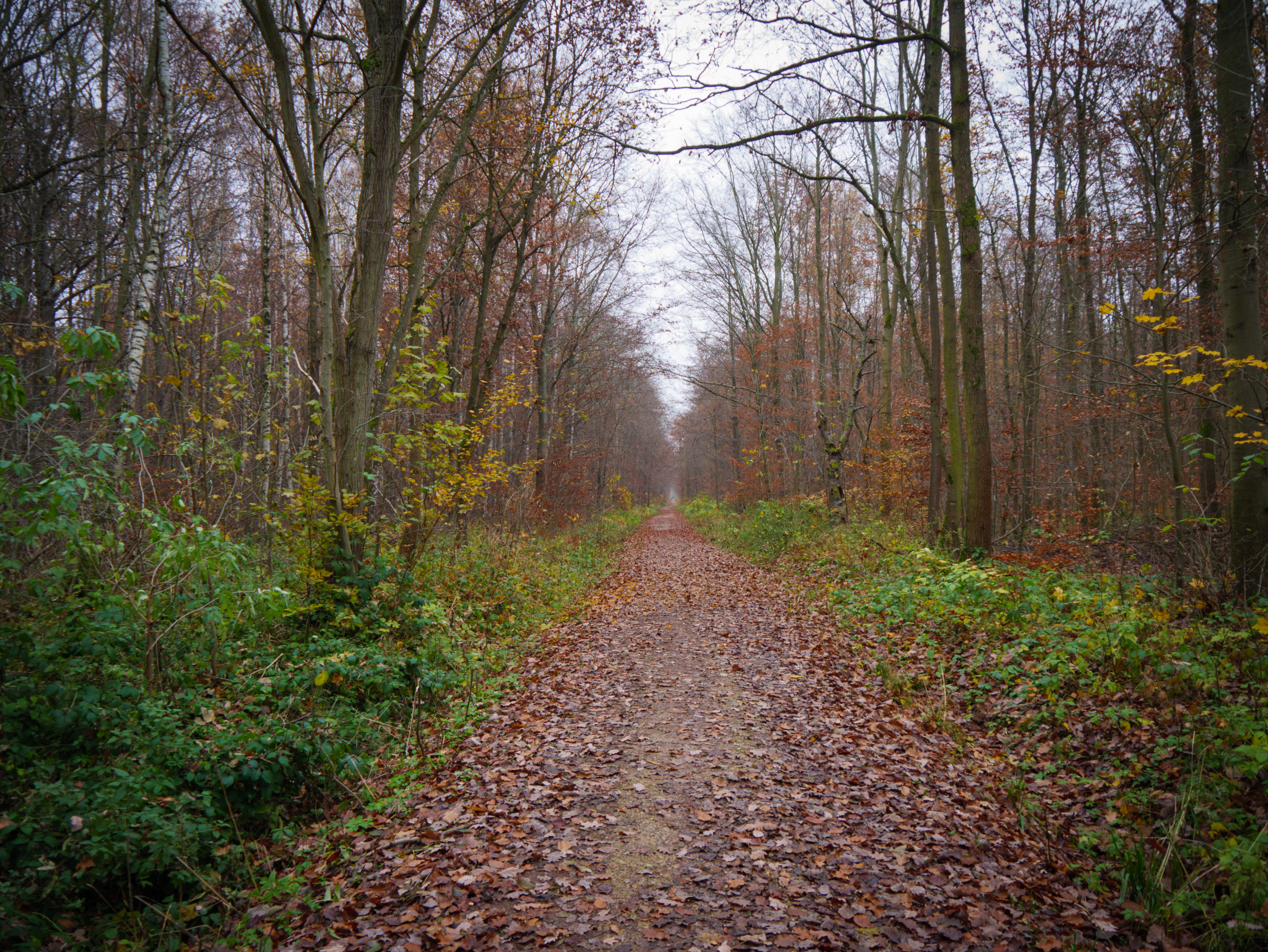
Foto von der Prinzenschneise

Das Naturschutzgebiet Prinzenschneise liegt auf dem Gebiet der Stadt Weimar und im Landkreis Weimarer Land in Thüringen. Es erstreckt sich südwestlich von Großobringen, einem Ortsteil der Landgemeinde Am Ettersberg. Am westlichen Rand des Gebietes verläuft die Landesstraße L 1054, östlich verläuft die B 85 und südlich die B 7. Westlich schließt sich das 408 ha große Naturschutzgebiet Südhang Ettersberg an. Die DJH Jugendherberge „Am Ettersberg“ ist sowohl von der Ettersburger Straße als auch über die Prinzenschneise erreichbar.
Im westlichen Bereich der Prinzenschneise entspringt der Heiligenbach.

## Bedeutung
Das 87,9 ha große Gebiet mit der NSG-Nr. 50 wurde im Jahr 1961 unter Naturschutz gestellt. 

## Weblinks

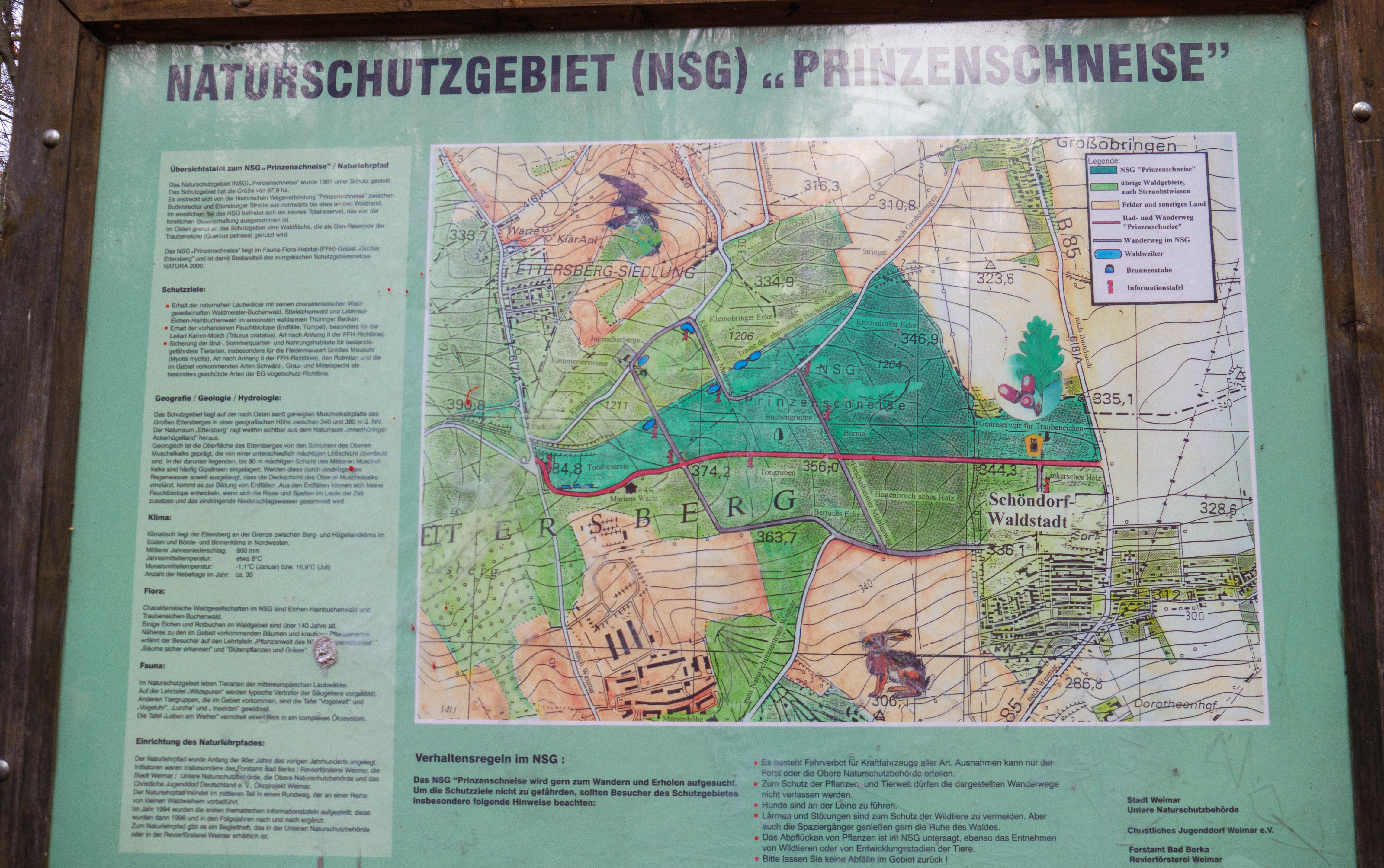
Foto von Schautafel an der Prinzenschneise